# Hohenkirchen (Mecklembourg)
Pour les articles homonymes, voir Hohenkirchen.
Hohenkirchen est une commune de l'arrondissement du Mecklembourg-du-Nord-Ouest (Land du Mecklembourg-Poméranie-Occidentale).

## Géographie
La commune se situe entre Wismar et Klütz. Le territoire s'étale le long de la mer Baltique.
La commune regroupe les quartiers d'Alt Jassewitz, Beckerwitz, Gramkow, Groß Walmstorf, Hohenkirchen, Hohen Wieschendorf, Manderow, Neu Jassewitz, Niendorf, Wahrstorf et Wohlenhagen.

## Histoire

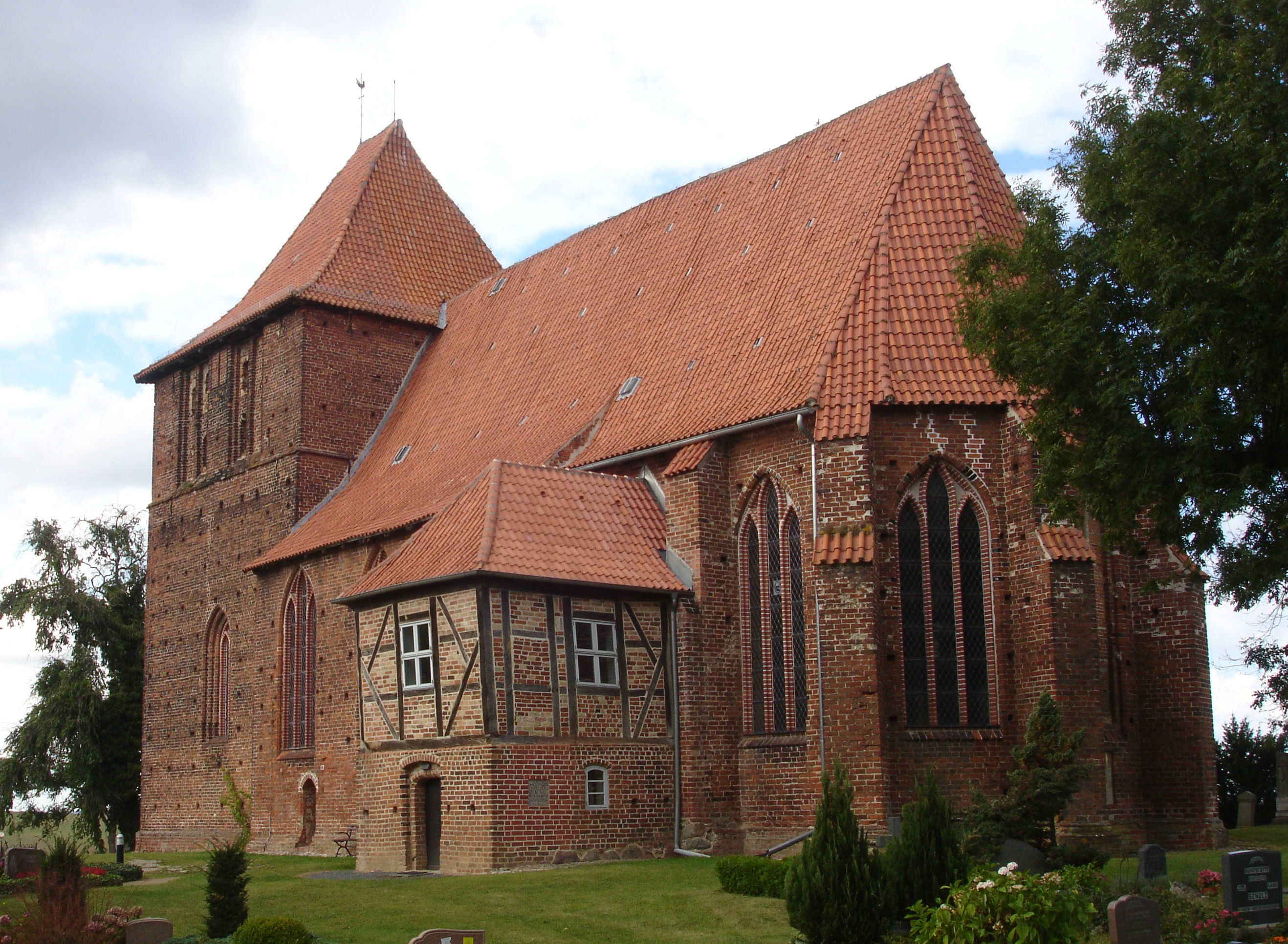
Église de Hohenkirchen

Le nom de la commune vient d'une église en hauteur, visible de loin, comme celle en briques datant du XVe siècle.
En 1230, elle est mentionnée comme propriété du diocèse de Ratzebourg.
L'agriculture a joué un grand rôle dans son activité. Depuis les années 1960, comme toutes les communes côtières, la principale activité est le tourisme. Dans les années 1990, de nombreuses structures d'habitations et de loisirs se créent ainsi que le port de Hohen Wieschendorf qui s'agrandit.

## Source, notes et références
- (de) Cet article est partiellement ou en totalité issu de l’article de Wikipédia en allemand intitulé « Hohenkirchen (Mecklenburg) » (voir la liste des auteurs).